# 君色シグナル
「君色シグナル」（きみいろシグナル）は、春奈るなの7枚目のシングル。2015年1月28日にSME Recordsから発売された。

## 概要
「Startear」から約5ヶ月ぶりにリリースされるシングルである。
販売形態は初回生産限定盤、通常盤、期間生産限定盤の3種リリースで、テレビアニメ『冴えない彼女の育てかた』オープニングテーマである「君色シグナル」と、「トキメキ MY HEART」，「青春プリンセス」のほか、
初回生産限定盤と通常盤には「君色シグナル」のインスツルメント、期間生産限定盤にはテレビサイズバージョンの計4曲が収録されている

。
初回生産限定盤には「君色シグナル」のMusic Video，そのメイキング映像，ジャケットのメイキング映像が、
期間生産限定盤にはTVアニメ「冴えない彼女の育てかた」ノンクレジットオープニング映像が収録されている
  。
「君色シグナル」は放送中のアニメ「冴えない彼女の育てかた」のオープニング・テーマであり、学園ドラマにぴったりの非常にポップでキュートな曲で、普段より声のトーンが高めになっている。自身も「こういう可愛い系なイメージを出し始めたのって、実は結構最近なんですよ。以前はオーケストラが鳴っているような壮大な曲を軸にしていたのが、春奈るなのひとつの見せ方としてありました。ポップな曲も増えてきて、歌を始めたときからギャップだったり多面性っていうのは意識しているところなので、今回もチャレンジのひとつとして見てもらえたらうれしいです。そもそも私、今までに春の曲って全然なかったんですよ。」と説明している
。

## 収録曲

### CD（初回生産限定盤、通常版）
1. 君色シグナル [4:45]
作詞：春奈るな、増谷賢　作曲・編曲：増谷賢
  - テレビアニメ『冴えない彼女の育てかた』オープニングテーマ
2. トキメキ MY HEART [3:51]
作詞：山口高始、uuiuui　作曲：uuiuui　編曲：山口高始
3. 青春プリンセス [4:54]
作詞：Rkyoko Minato　作曲・編曲：辺見さとし
4. 君色シグナル-Instrumental- [4:43]
作曲・編曲：増谷賢

### CD（期間生産限定盤）
1. 君色シグナル [4:45]
作詞：春奈るな、増谷賢　作曲・編曲：増谷賢
  - テレビアニメ『冴えない彼女の育てかた』オープニングテーマ
2. トキメキ MY HEART [3:51]
作詞：山口高始、uuiuui　作曲：uuiuui　編曲：山口高始
3. 青春プリンセス [4:54]
作詞：Rkyoko Minato　作曲・編曲：辺見さとし
4. 君色シグナル-TV size ver.- [1:33]
作詞：春奈るな、増谷賢　作曲・編曲：増谷賢

### DVD（初回生産限定盤）
1. 君色シグナル Music Video
2. 君色シグナル Music Video Making Movie
3. 君色シグナル CD Jacket Making Movie

### DVD（期間生産限定盤）
1. TVアニメ「冴えない彼女の育てかた」ノンクレジットオープニング映像

## 収録アルバム
| 曲名         | アルバム       | 発売日        |
| ------------ | -------------- | ------------- |
| 君色シグナル | 『Candy Lips』 | 2015年3月25日 |